# ایستگاه مینامی‌اوتا
ایستگاه می‌نامی‌اوتا (به ژاپنی: 南太田駅, Minami-Ōta-eki) یک ایستگاه قطار وابسته به خط اصلی کیکیو است که در منطقه مینامی-کو، یوکوهاما در استان کاناگاوا قرار دارد.